# سترتفورد إند

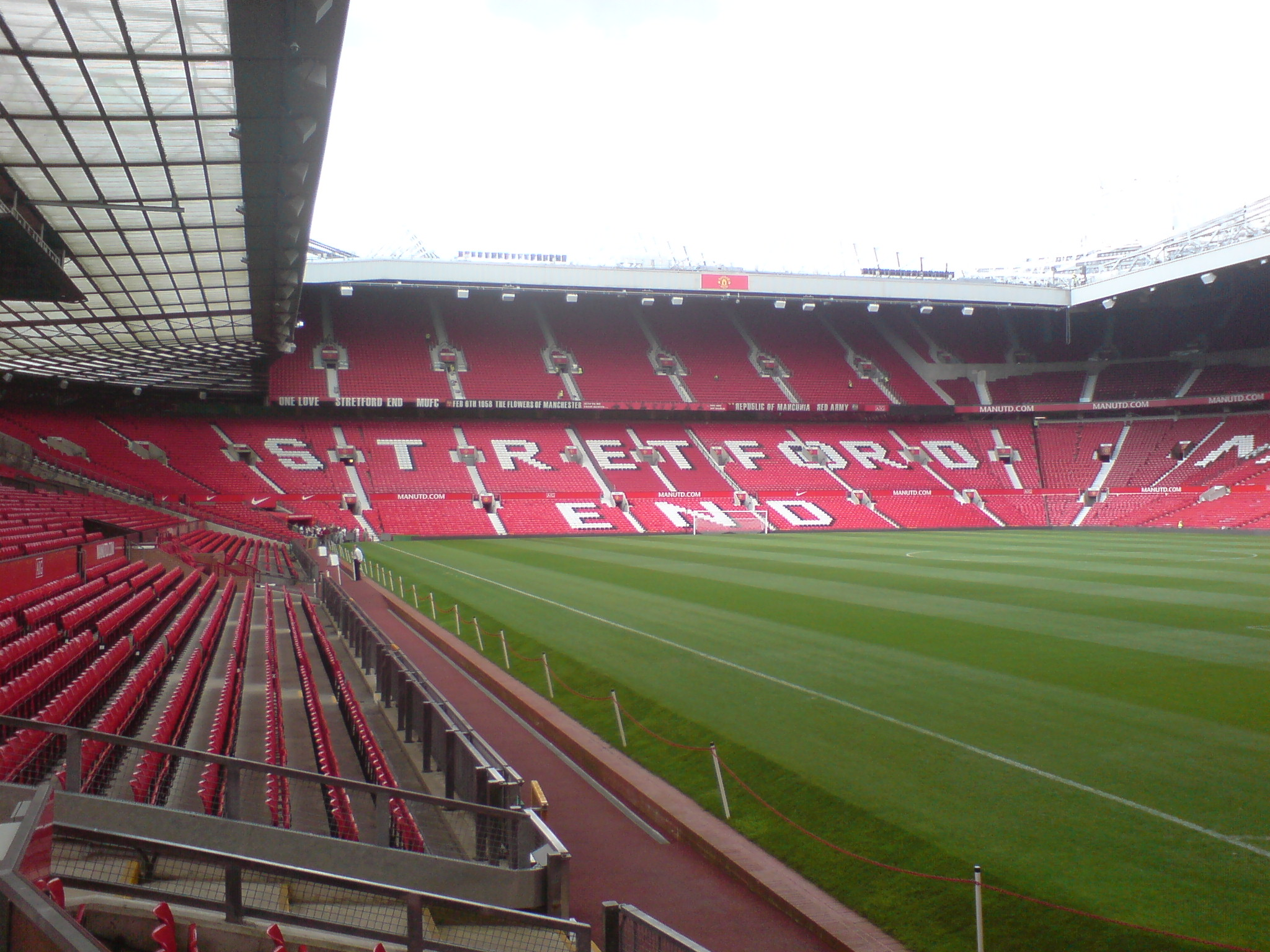
سترتفورد إند ، الصورة مأخوذة من الركن الجنوبي الشرقي

ستاد  سترتفورد إند، المعروف أيضاً بإسم ويست ستاند في أولد ترافورد، ملعب نادي مانشستر يونايتد لكرة القدم، اسمه مستوحى من مدينة سترتفورد القريبة منه. ينقسم المدرج إلى مستويين و كما هو الحال مع باقي أجزاء الملعب أن له سقف كابول.

## التاريخ

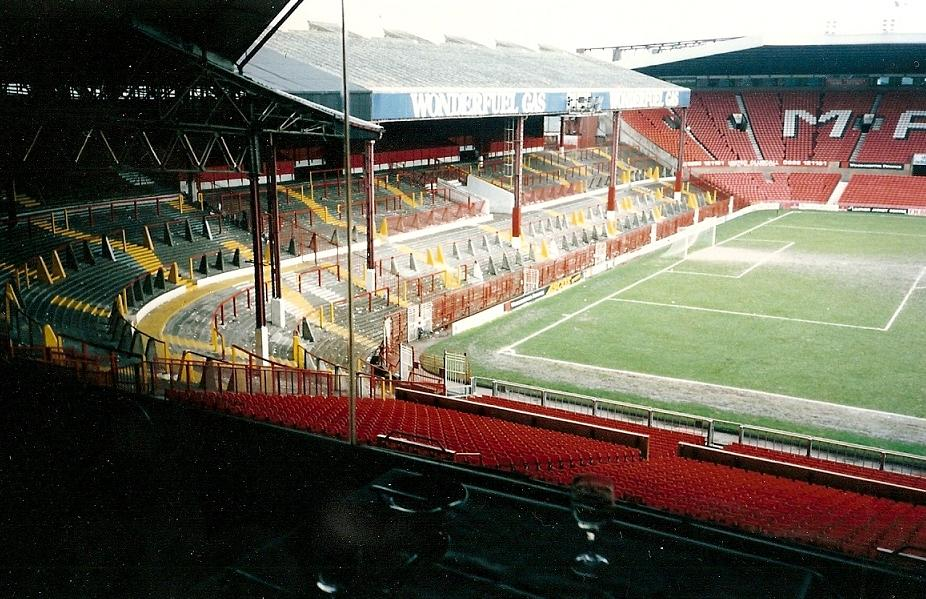
تراسات سترتفورد إند قبل عام 1993.

قبل تقرير تيلور، الذي تطلّب من جميع أندية الدوري الإنجليزي الممتاز والدوري الإنجليزي الدرجة الأولى أن يكون لديها ملاعب ذات مقاعد شاغرة بالكامل بحلول موسم 1994-1995. كان ستاد سترتفورد إند المنطقة الرئيسية في أولد ترافورد، حيث استوعب حوالي 20,000 مشجع. المستوى العلوي من نهاية المدرج كان يحتوي على مقاعد شكلية حيث اعتادت العائلات التي لديها أطفال صغار السن على الجلوس. المباراة الأخيرة التي لعبت أمام الشرفة هي المباراة النهائية لموسم 1991-1992، بالفوز 3-1 على توتنهام هوتسبر في 2 مايو 1992.
تم هدم التراس في نهاية موسم 1992 واستبداله بحامل كابول  يحتوي على المقاعد بالكامل بقيمة 10 ملايين جنيه إسترليني بحلول نهاية موسم 1992-1993 ، وتم تغير اسمه رسميًا إلى ويست ستاند، على الرغم من أنه لا يزال يشار إليه غالبًا باسم سترتفورد إند ويحتوي على مقاعد بيضاء تهجئ اسمه ، و تم تنفيذ أعمال البناء من قبل مجموعة بيرس.
تم اقتراح إعادة تطوير ستاد سترتفورد إند لأول مرة في صيف عام 1989، عندما اقترح رئيس مجلس الإدارة مارتن إدواردز بيع النادي وكان على استعداد لبيع أسهمه مقابل 10 ملايين جنيه إسترليني وتعهد 10 ملايين جنيه إسترليني أيضاً لأي مالك جديد لإعادة تطوير سترتفورد إند. ورغم ذلك ، فشل البيع المقترح للنادي لميخائيل نايتون وظل إدواردز مالك النادي لأكثر من عقد بعد ذلك.
لموسم 2000-2001 ، تمت إضافة طبقة ثانية من المقاعد، بالإضافة إلى استضافة عدد من الصناديق التنفيذية. مقاعد الدرجة الأولى من ويست ستاند أصبحت الآن جزءًا من منطقة الجلوس العائلية. يقع نفق اللاعبين في زاوية  سترتفورد إند ومنصة السير بوبي تشارلتون (جنوب).
المهاجمون دينيس لو (الذي لعب مع يونايتد من 1962 إلى 1973) وإريك كانتونا (1992 إلى 1997) أطلق عليهم مشجعو النادي لقب "ملك ستريتفورد إند"، دينيس لو لسجل أهدافه الهائل وإريك كانتونا لجاذبيته.

## التمثال
يحتوي  سترتفورد إند على تمثال دينيس لو في الردهة العليا، والذي تم كشف عنه في 23 سبتمبر 2002. كان  دينيس لو يُعرف باسم "ملك  سترتفورد إند" لأنه معبودًا من قبل المشجعيين المخلصين لإند.